# Wally Hayward
Wallace Henry Hayward (ur. 10 lipca 1908 w Johannesburgu, zm. 27 kwietnia 2006 tamże) –  południowoafrykański lekkoatleta specjalizujący się w biegach długodystansowych.
Zdobył brązowy medal w biegu na 6 mil przegrywając jedynie z Cecilem Matthewsem z Nowej Zelandii i Scottym Rankine’em z Kanady, a także zajął 4. miejsce w biegu na 3 mile na igrzyskach Imperium Brytyjskiego w 1938 w Sydney.
Zajął 10. miejsce w biegu maratońskim na igrzyskach olimpijskich w 1952 w Helsinkach.
Największe sukcesy odnosił w ultramaratonach. Pięciokrotnie zwyciężył w Comrades Marathon (liczącym ok. 90 kilometrów) w latach 1930, 1950, 1951 i 1954. Ostatnio raz przebiegł ten ultramaraton w 1989 licząc 80 lat.
W 1953 oprócz zwycięstwa w Comrades Marathon triumfował w ultramaratonie London – Brighton (dystans ok. 87 km) i poprawił rekordy świata w biegach na 50 mil, na 100 kilometrów i w biegu 24 godzinnym.
Podczas II wojny światowej walczył w Afryce Północnej. Otrzymał Medal Imperium Brytyjskiego za dzielność w walkach pod El Alamein.
Na jego cześć został nazwany jeden z maratonów w Afryce Południowej.